# Hermonax
Hermonax (tätig zwischen 470 und 440 v. Chr. in Athen) war ein griechischer Vasenmaler des so genannten attisch-rotfigurigen Stils. Von ihm sind heute zehn mit Hermonax hat [es] gemalt signierte Werke bekannt. Dabei handelt es sich vor allem um Stamnoi, Peliken und eine Schale. Darüber hinaus bemalte er auch noch meist kleinformatige Halsamphoren, Loutrophoren, Lekythen, Kannen und Hydrien.

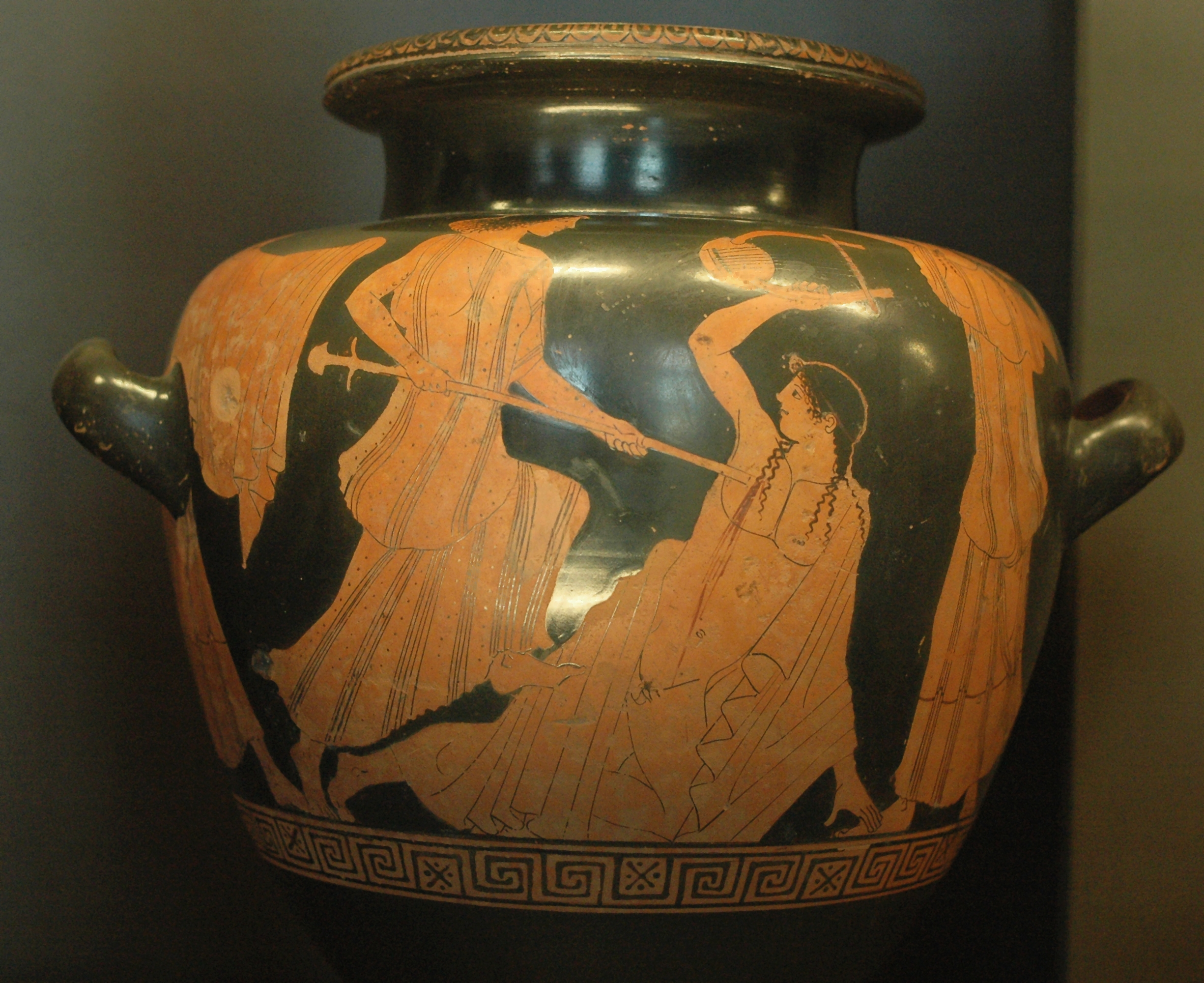
Hermonax: Stamnos G 416, Paris Louvre

Er war offenbar ein Schüler des Berliner Maler, kann aber aus stilistischen Gründen erst spät in dessen Werkstatt gekommen sein. Hermonax übernahm nur dessen Großflächigkeit und Trockenheit. Von den bewegten frühen Werken des Berliner Malers ist bei Hermonax nichts zu spüren. Trotzdem gelang es ihm, mit dem Übernommenen neue Wege zu beschreiten. Hermonax begann, auf die Gefäßoberflächen nur noch wenig Rücksicht zu nehmen. Einzelne Ornamente, besonders jene an den Henkeln, drängte er immer weiter an den Rand oder ließ sie einfach ganz weg. Bei einigen Werken benutzte er sogar die Henkel, um seine figürlichen Kompositionen auf diese auszuweiten. Teilweise malte er so viele, sich sogar überschneidende Figuren, dass der helle Anteil den dunklen Hintergrund der Gefäße beinahe verdrängt. Lediglich auf kleinen Gefäßen verzichtete er auf große Figurenensembles. Mit seiner Anlage von Figurengruppen auf großen Gefäßen beschritt Hermonax dagegen völlig neue Wege. Bisher gab es für bestimmte Darstellungen von bekannten mythologischen Szenen bestimmte Standards, was die Anzahl der gemalten Figuren betraf. Hermonax dagegen reicherte diese Szenen um zusätzliche Figuren an, die mit der gezeigten Geschichte nichts zu tun hatten und diese lediglich ausdehnten. Dies hatte allerdings zur Folge, dass auf seinen Werken immer wieder Figuren auftauchen, die in ihrer Darstellungskraft geschwächt erscheinen, da eben einzelne Teile von ihnen aus der traditionalen Malfläche herausragen und beispielsweise auch auf den Henkeln weitergeführt werden. Viele Archäologen nehmen deshalb an, dass Hermonax bereits vorgefertigte Szenerien auf seine Vasen übertrug, ohne sich vorher die Frage zu stellen, ob sie in dieser Form überhaupt auf den Gefäßkörper passen.
Die Archäologie schreibt Hermonax heute über 200 Vasen zu.

## Ausgewählte Werke
- Adria, Museo Civico

Fragment einer Schale B 34 • Fragment einer Schale B 296 • Fragmente einer Schale B 785
- Agrigento, Museo Archeologico Regionale

Lekythos
- Altenburg, Staatliches Lindenau-Museum

Amphora 289 • Oinochoe 297
- Ancona, Museo Archeologico Nazionale

Zwei Fragmente verschiedener Schalen
- Argos, Archäologisches Museum

Glockenkrater C 909
- Athen, Agoramuseum

Fragment eines Loutrophoros P 15018 • Hydria P 25101 • Fragment eines Stamnos P 25357 • Keramikfragment P 25357 A • Fragment eines Krater P 30017 • Fragment eines Glockenkraters P 30019 Fragment einer Schale CP 11948 • Fragment eines Lekythos P 30065 • Fragment einer Hydria P 30134 • Fragmente einer Pelike P 8959
- Athen, Akropolismuseum

Fragmente verschiedener Loutrophoren
- Athen, Nationalmuseum

Keramikfragment 2.692 • Lekythos 1632
- Baltimore, Walters Art Museum

Amphora 48.55
- Barcelona, Museo Arqueologico

Lekythos 581 • Fragment einer Schale 4233.6
- Basel, AntikenmuseumBasel und Sammlung Ludwig

Pelike BS 483 • Oinochoe KA 430
- Bern, Historisches Museum

Pelike 26454
- Bologna, Museo Civico Archeologico

Oinochoe 344
- Boston, Museum of Fine Arts

Stamnos 01.8031
- Boulogne, Musée Communale

Amphora 125
- Bristol, City Museum

Hydria H 4631
- Brüssel, Musées Royaux des Beaux-Arts

Pelike A 1579 • Hydria A 3098
- Bryn Mawr, Bryn Mawr College

Fragment einer Schale P 199 • Fragment einer Schale P 209 • Fragment einer Schale P 989
- Cambridge (Massachusetts), Harvard University, Arthur M. Sackler Museum

Fragment einer Schale 1995.18.42
- Chicago, University of Chicago

Pelike 171
- Christchurch, University of Canterbury

Amphora
- Columbia, Museum of Art & Archeology

Amphora 83.187
- Dresden, Albertinum

Fragment einer Schale
- Ferrara, Museo Nazionale di Spina

Oinochoe 2461 • Oinochoe B 31.5.1958 • Lekanis T0 • Oinochoe T 216 CVP • Oinochoe T 607 • Oinochoe T 897
- Florenz, Museo Archeologico Etrusco

Fragment eines Stamnos 14B5 • Keramikfragment 14B53 • Stamnos 3995 • Fragment eines Stamnos PD 421
- Gela, Museo Archeologico

Lekythos N 115
- Glasgow, Museum & Art Gallery

Pelike 1883.32A
- Gotha, Schlossmuseum

Amphora 50
- Göttingen, Georg-August-Universität

Fragment einer Schale H 74
- Hartford, Wadsworth Atheneum

Lekythos 1930.184
- Heidelberg, Ruprecht-Karls-Universität

Fragment eines Stamnos 170 • Pelike 171 • Fragment eines Lekythos 172 • Fragment einer Schale 173
- Innsbruck, Leopold-Franzens-Universität

Fragment einer Schale II.12.66 • Fragment einer Schale II.12.67
- Istanbul, Archäologisches Museum

Keramikfragment A 33.2322 • Fragment einer Schale A 33.2350
- Karlsruhe, Badisches Landesmuseum

Fragment einer Schale 69.35C • Zwei Fragmente einer Schale 86.360 A-B • Fragment einer Schale 69.35 C
- Kassel, Museum Schloß Wilhelmshöhe

Amphora T 696
- Katania, Museo Civico

Hydria 706
- Köln, Universität

Amphora 308
- Korinth, Archaeologisches Museum

Fragment eines Kraters C 66.40
- London, British Museum

Amphora E 312 • Pelike E 371 • Pelike P 374 • Stamnos E 445
- London, Victoria & Albert Museum

Hydria 4816.1858
- Los Angeles, County Museum of Art

Pelike A 5933.50.41
- Łańcut, Schlossmuseum

Halsamphora S 8176
- Madrid, Museo Arqueológico Nacional

Amphora 11098 • Amphora L 172
- Mainz, Johannes-Gutenberg-Universität

Fragment einer Pelike (?) 144
- Manchester, Manchester Art Gallery

Pelike III.I.41
- Mannheim, Reiss-Museum

Stamnos 59
- Marseilles, Musée Borely

Stamnos 1630 • Pelike 3592 • Pelike 7023
- Melfi, Museo Nazionale del Melfese

Amphora (Leihgabe)
- Metaponto, Museo Civico

Amphora 20113
- Montreal, Museum of Fine Arts

Fragment einer Schale RS 470
- Moskau, Puschkin-Museum

Amphora 601 • Amphora 1071
- München, Glyptothek und Antikensammlung

Stamnos 2413 • Lekythos 2477 • Lekythos 2478
- Münster, Archäologisches Museum der Universität

Lekythos 668
- Neapel, Museo Archeologico Nazionale

Amphora 81481 • Amphora H 3385 • Pelike SP 2028
- Neapel, Palazzo di San Nicandro (Museo Mustilli)

Pelike
- New York, Metropolitan Museum of Art

Lekythos 26.60.77 • Lekythos 41.162.19 • Schale 1972.70.2 • Fragment einer Schale 1972.257 • Fragment einer Schale 1973.175.4A-B
- Norwich, Castle Museum

Amphora 36.96
- Orvieto, Museo Civico (Collezione Faina)

Schale 43 • Lekythos 66 A
- Oxford, Ashmolean Museum

Amphora 1966.500
- Paestum, Museo Archeologico Nazionale

Oinochoe 57799
- Palermo, Collezione Collisani

Amphora R 33
- Palermo, Museo Archeologico Regionale

Lekythos 1445 • Lekythos V 672
- Paris, Bibliothèque Nationale (Cabinet des Médailles)

Lekythos 489
- Paris, Musée National du Louvre

Pelike CP 10765 • Fragment einer Pelike CP 10766 • Schale CP 10955 • Fragment einer Pelike CP 11060 • Kremikfragment CP 11061 • Fragment einer Pelike CP 11064 • Fragment eines Stamnos CP 11065 • Fragment eines Stamnos CP 11067 • Kremikfragment CP 11068 • Fragment einer Schale CP 11944 • Fragment einer Schale CP 11945 • Fragment einer Schale CP 11946 • Fragment einer Schale CP 11947 • Fragment einer Schale CP 11948 • Fragment einer Schale CP 11949 • Fragment einer Schale CP 11950 • Fragment einer Schale CP 11951 • Fragment einer Schale CP 11952 • Fragment einer Schale CP 11953 • Fragment einer Schale CP 11954 • Schale G 268 • Stamnos G 336 • Pelike G 374 • Amphota G 376 • Stamnos 413 • Stamnos G 416 • Pelike G 546 • Oinochoe G 573
- Rhodos, Archäologisches Museum

Hydria 12884

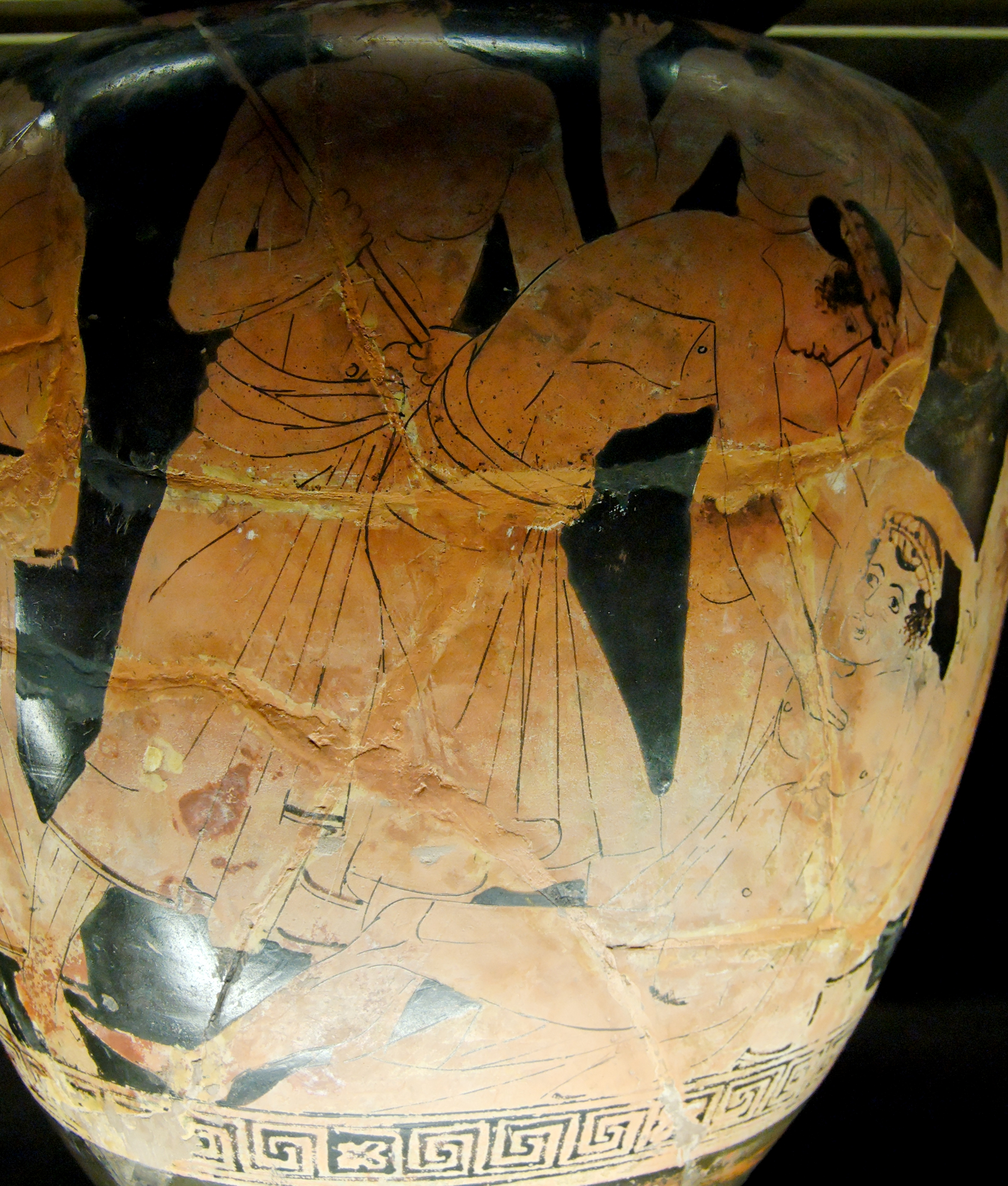
Stamnos Louvre G 413: Detail Philoktet

- Rom, Museo Nazionale di Villa Giulia

Stamnos 5241 • Pelike (Beazley Nr. 33) • Pelike 50459
- Samothrace, Archäologisches Museum

Fragment eines Glockenkrater
- St. Louis, St. Louis Art Museum

Amphora WU 3271
- San Simeon, Hearst Corporation

Amphora 12359
- St. Petersburg, Eremitage

Amphora 696 • Pelike 727 • Stamnos 804 • Stamnos 2070 • Stamnos 4121 • Fragment eines Stamnos NB 6463 • Amphora ST 1461 • Amphora 1672 • Amphora ST 1692 • Stamnos ST 1694
- Sarajevo, Zemaljski muzej Bosne i Hercegovine

Fragment einer Hydria 31 • Loutrophoros 389 • Fragment eines Loutrophoros 425 • Fragment eines Loutrophoros 426
- Stockholm, Medelhavsmuseum

Schale G2334
- Syrakus, Museo Archeologico Regionale Paolo Orsi

Lekythos 24552
- Tampa, Tampa Museum of Art

Kylix 86.89
- Triest, Museo Storia ed Arte

Stamnos S 424
- Tübingen, Eberhard-Karls-Universität

Fragment einer Schale E 43 • Fragment eines Loutrophoros E 90 • Fragment eines Loutrophoros E 99 • Fragment einer Pelike S101583
- Vatikanstadt, Museo Gregoriano Etrusco Vaticano

Stamnos 16526
- Wien, Kunsthistorisches Museum

Pelike 336 • Pelike 1095 • Pelike IV 3728
- Wien, Universität

Fragment einer Schale 503.50 • Keramikfragment
- Wiesbaden, Landesamt

Amphora
- Würzburg, Antikensammlung des Martin von Wagner Museums

Amphora L 504
- Zürich, Universität

Fragment eines Stamnos 3550 • Schale L 95